# Desterro do Melo
Desterro do Melo är en kommun i Brasilien.   Den ligger i delstaten Minas Gerais, i den sydöstra delen av landet, 800 km sydost om huvudstaden Brasília. Antalet invånare är 3 009.
Omgivningarna runt Desterro do Melo är huvudsakligen savann. Runt Desterro do Melo är det ganska glesbefolkat, med 23 invånare per kvadratkilometer.